# 高橋めぐる
高橋 めぐる（たかはし めぐる、1984年6月22日 - ）は、日本の女性声優。千葉県出身。アーツビジョン所属。

## 来歴
日本ナレーション演技研究所出身。

## 人物
趣味・特技はショッピング、映画鑑賞、読書、音楽鑑賞、格闘技観戦、水泳、バスケットボール、ものまね。

## 出演
太字はメインキャラクター。

### テレビアニメ
2010年
- 黒執事II（子供）

2011年
- クロスファイト ビーダマン（2011年 - 2013年、鮫島カイト） - 2シリーズ
- SKET DANCE（部員A）
- メタルファイト ベイブレード 4D（ジム生）

2012年
- あらしのよるに 〜ひみつのともだち〜（ボロ）

2014年
- それでも世界は美しい（少年）
- テンカイナイト（大神グレン / ブレイヴン）

2015年
- ブレイブビーツ（2015年 - 2016年、風車響、ラミン王子）

2016年
- ドリフェス!（2016年 - 2017年、天宮律）- 2シリーズ

### OVA
- Starry☆Sky（2010年、女1）

### ゲーム
- 逆転オセロニア（2017年、アルキメデス）